# كومبيند لوكس (ويسكونسن)
كومبيند لوكس (بالإنجليزية: Combined Locks, Wisconsin)‏ هي بلدة تقع في الولايات المتحدة في مقاطعة أوتاغامي. يقدر عدد سكانها بـ 3,328 نسمة ومساحتها 4.90 كم2 وترتفع عن سطح البحر 221 متر.

## التركيبة السكانية
قام مكتب تعداد الولايات المتحدة بتحديد بيانات التركيبة السكانية لكومبيند لوكس في تعداد الولايات المتحدة. في ما يلي، التركيبة السكانية حسب تعدادي 2000 و2010.

### تعداد عام 2000
بلغ عدد سكان كومبيند لوكس 2,422 نسمة بحسب تعداد عام 2000، وبلغ عدد الأسر 884 أسرة وعدد العائلات 716 عائلة مقيمة في القرية. في حين سجلت الكثافة السكانية 1,591.3 نسمة لكل ميل مربع (614.4/كم2). وبلغ عدد الوحدات السكنية 903 وحدة بمتوسط كثافة قدره 593.3 نسمة لكل ميل مربع (229.1/كم2).
وتوزع التركيب العرقي للقرية بنسبة 98.27% من البيض و 0.41% من الأمريكيين الأصليين و 0.45% من الأمريكيين ذوي الأصول الآسيوية و 0.17% من الأمريكيين الأفارقة و 0.45% من عرقين مختلطين أو أكثر.
بلغ عدد الأسر 884 أسرة كانت نسبة 37.1% منها لديها أطفال تحت سن الثامنة عشر تعيش معهم، وبلغت نسبة الأزواج القاطنين مع بعضهم البعض 72.7% من أصل المجموع الكلي للأسر، ونسبة 6.0% من الأسر كان لديها معيلات من الإناث دون وجود شريك، وكانت نسبة 18.9% من غير العائلات. تألفت نسبة 15.6% من أصل جميع الأسر من أفراد ونسبة 5.8% كانوا يعيش معهم شخص وحيد يبلغ من العمر 65 عاماً فما فوق. وبلغ متوسط حجم الأسرة المعيشية 3.06، أما متوسط حجم العائلات فبلغ 2.74.
بلغ العمر الوسطي للسكان 36 عاماً. وكانت نسبة 27.8% من القاطنين تحت سن الثامنة عشر، وكانت نسبة 6.1% بين الثامنة عشر والأربعة وعشرون عاماً، ونسبة 31.6% كانت واقعةً في الفئة العمرية ما بين الخامسة والعشرون حتى والأربعة وأربعون عاماً، ونسبة 24.2% كانت ما بين الخامسة والأربعون حتى الرابعة والستون، ونسبة 10.3% كانت ضمن فئة الخامسة والستون عاماً فما فوق. يوجد لكل 100 أنثى 101.2 ذكر، ويوجد لكل 100 أنثى في الثامنة عشر من عمرها فما فوق 98.8 ذكر.
بلغ متوسط دخل الأسرة في القرية 53,125 دولار، أما متوسط دخل العائلة فبلغ 56,131 دولار. وكان متوسط دخل الذكور 42,135 دولار مقابل 25,583 دولار للإناث. وسجل دخل الفرد الخاص بالقرية 24,090 دولار. وكانت نسبة 0.5% من العائلات ونسبة 0.8% من السكان تحت خط الفقر، ولا أحد منهم تحت سن الثامنة عشر ونسبة 4.8% في الخامسة والستين من العمر وما فوق.

### تعداد عام 2010
بلغ عدد سكان كومبيند لوكس 3,328 نسمة بحسب تعداد عام 2010، وبلغ عدد الأسر 1,232 أسرة وعدد العائلات 953 عائلة مقيمة في القرية. في حين سجلت الكثافة السكانية 1,946.2 نسمة لكل ميل مربع (751.4/كم2). وبلغ عدد الوحدات السكنية 1,263 وحدة بمتوسط كثافة قدره 738.6 لكل ميل مربع (285.2/كم2).
وتوزع التركيب العرقي للقرية بنسبة 96.7% من البيض و 0.6% من الأمريكيين الأصليين و 1.5% من الأمريكيين ذوي الأصول الآسيوية و 0.1% من سكان جزر المحيط الهادئ و 0.2% من الأمريكيين الأفارقة و 0.6% من عرقين مختلطين أو أكثر.
بلغ عدد الأسر 1,232 أسرة كانت نسبة 39.4% منها لديها أطفال تحت سن الثامنة عشر تعيش معهم، وبلغت نسبة الأزواج القاطنين مع بعضهم البعض 68.6% من أصل المجموع الكلي للأسر، ونسبة 5.4% من الأسر كان لديها معيلات من الإناث دون وجود شريك، بينما كانت نسبة 3.3% من الأسر لديها معيلون من الذكور دون وجود شريكة وكانت نسبة 22.6% من غير العائلات. تألفت نسبة 18.8% من أصل جميع الأسر من أفراد ونسبة 8.5% كانوا يعيش معهم شخص وحيد يبلغ من العمر 65 عاماً فما فوق. وبلغ متوسط حجم الأسرة المعيشية 3.12، أما متوسط حجم العائلات فبلغ 2.70.
بلغ العمر الوسطي للسكان 38.8 عاماً. وكانت نسبة 28.5% من القاطنين تحت سن الثامنة عشر، وكانت نسبة 5.1% بين الثامنة عشر والأربعة وعشرون عاماً، ونسبة 27.3% كانت واقعةً في الفئة العمرية ما بين الخامسة والعشرون حتى والأربعة وأربعون عاماً، ونسبة 25% كانت ما بين الخامسة والأربعون حتى الرابعة والستون، ونسبة 14.2% كانت ضمن فئة الخامسة والستون عاماً فما فوق. وتوزع التركيب الجنسي للسكان بنسبة 50.1% ذكور و49.9% إناث.